# Glendora, Kalifornien
Glendora är en stad (city) i Los Angeles County, i delstaten Kalifornien, USA. Enligt United States Census Bureau har staden en folkmängd på 50 435 invånare (2011) och en landarea på 50,2 km².